# Wings (gruppo musicale)
I Wings (conosciuti anche come Paul McCartney & Wings) sono stati un gruppo musicale rock anglo-statunitense fondato nel 1971 da Paul McCartney (ex componente dei Beatles), Linda McCartney (moglie di Paul) e Denny Laine; rimasero in attività fino al 1981. I Wings contano 12 singoli che hanno raggiunto la top-10 (di cui uno il primo) nel Regno Unito, e 14 (inclusi sei primi posti) negli Stati Uniti. Il gruppo ebbe diversi cambiamenti nella formazione nel corso degli anni; i batteristi furono quattro e i chitarristi tre; Paul McCartney, Linda e Laine rimasero gli unici membri fissi.

## Storia

### Primi anni e cambiamenti nella formazione
Desideroso di tornare a far parte di un gruppo, nell'estate del 1971 Paul McCartney allestì una prima touring band con la moglie Linda, il batterista Denny Seiwell (già sessionman in Ram) e il chitarrista Denny Laine (vero nome Brian Hines), già membro dei Moody Blues. Il gruppo si battezzò Wings in occasione della pubblicazione di Wild Life (1971), pubblicato il 7 dicembre. Nel tentativo di rendere la spontaneità delle esibizioni dal vivo, su otto canzoni di Wild Life, cinque ebbero una sola registrazione. Il disco di esordio dei Wings deluse però la critica.
Alla fine del 1971, entrò in formazione il chitarrista Henry McCullough, già membro della Grease Band di Joe Cocker, il quale partecipò alle registrazioni del singolo Give Ireland Back to the Irish, evidente tentativo di recuperare i favori della critica con un maggior impegno, questa volta politico. Il brano trae spunto dall'eccidio di civili irlandesi del 30 gennaio 1972, domenica passata alla storia come Bloody Sunday, e ricordata in seguito da altri artisti, come John Lennon e gli U2. La canzone venne bandita dalla BBC.
Sempre nel 1972 i Wings pubblicarono una canzone per bambini, Mary Had a Little Lamb, che raggiunse la Top 10 dei singoli in Gran Bretagna, ed Hi, Hi, Hi, che fu di nuovo bandita dalla BBC, questa volta per le presunte allusioni a droga e sesso e che raggiunse la Top 10 in Gran Bretagna e negli Stati Uniti.
Il difficile esordio dei Wings subì una svolta decisiva del corso del 1973, prima con la pubblicazione del fortunato album Red Rose Speedway che conteneva la ballata romantica My Love che arriva prima nella Billboard Hot 100 per quattro settimane, e che fu il primo album dei Wings a raggiungere la vetta delle classifiche negli Stati Uniti, e poi con il successo mondiale di Live and Let Die, tema del film omonimo, della serie di James Bond, in occasione del quale McCartney tornò a collaborare con l'arrangiatore e produttore dei Beatles George Martin.

### Band on the Rune gli anni successivi
Nel corso dell'anno, inoltre, i Wings apparvero in show televisivi e si esibirono in una tournée nel Regno Unito. Durante l'estate Seiwell e McCullough lasciarono il gruppo. I Wings, ridotti ai soli Paul, Linda e Denny Laine, decisero comunque di recarsi a Lagos in Nigeria, e cominciarono le registrazioni di Band on the Run contenente Band on the Run (singolo) che arriva primo nella Billboard Hot 100 nel 1974. 
L'album, uscito nel dicembre del 1973, rimase in classifica per oltre due anni raggiungendo il vertice in Gran Bretagna e Stati Uniti e venne accolto molto positivamente dalla critica.

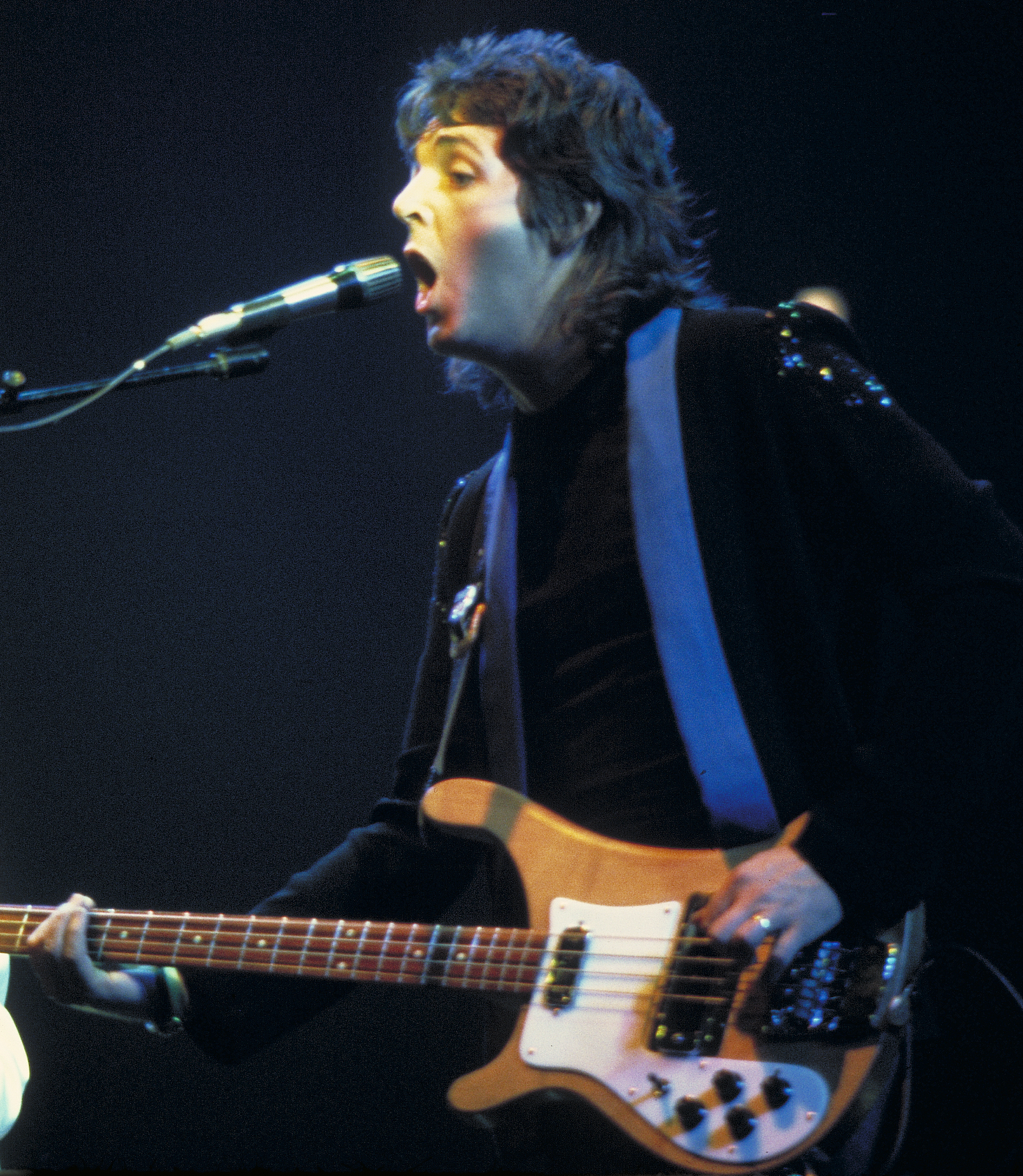
Paul McCartney durante un concerto con i Wings

Nel 1974 i Wings videro l'ingresso di Jimmy McCulloch e di Geoff Britton, poi sostituito da Joe English durante le registrazioni dell'album Venus and Mars (1975). 
Nel 1975 il singolo Listen to What the Man Said arriva primo nella Billboard Hot 100 ed in Canada, terzo in Norvegia, sesto nel Regno Unito e settimo in Nuova Zelanda.
Subito dopo il gruppo intraprese un colossale tour mondiale di spettacoli dal vivo, uno dei più lunghi della storia del rock, durato oltre un anno ed interrotto solo per le registrazioni di un altro top seller, Wings at the Speed of Sound (1976) che contiene Silly Love Songs che arriva prima nella Billboard Hot 100 per cinque settimane. 
Dopo la sua parte americana, "Wings Over America", la tournée si concluse verso la fine del 1976 con tre serate londinesi allo stadio di Wembley. I momenti migliori degli show furono poi raccolti sul triplo album dal vivo Wings over America (1976).
Per parte del 1977 i Wings ebbero una pausa discografica, dopo l'abbandono di Jimmy McCulloch e di Joe English, ma il successivo singolo Mull of Kintyre, canzone ispirata alla tradizione folk scozzese, divenne il singolo di maggior successo del Regno Unito, arrivando a superare, con oltre due milioni di copie vendute, il precedente record di She Loves You dei Beatles.
Nella primavera del 1978 seguì l'album London Town. Al disco, lanciato dall'orecchiabile hit With a Little Luck, lavorarono anche McCulloch ed English prima di abbandonare definitivamente la band. L'album, registrato tra il febbraio 1977 e il gennaio 1978 in parte presso gli studi londinesi di Abbey Road e in parte a bordo di alcuni yacht al largo delle Isole Vergini, è caratterizzato da sonorità a tinte folk e impiega strumentazione e arrangiamenti particolari (tra cui il gizmo e alcuni fischietti irlandesi).
Agli inizi del 1979 McCartney firmò un contratto per il mercato americano con la casa discografica Columbia. Poi, dopo nuovi arrivi nell'organico dei Wings (Steve Holly e Laurence Juber) il gruppo registrò il suo ultimo album: Back to the Egg (1979). In due brani McCartney schierò una grande formazione di all-star denominata Rockestra, con nomi quali David Gilmour, Pete Townshend, John Bonham, John Paul Jones, Ronnie Lane e Gary Brooker. Una seconda versione di quel gruppo si esibì nel dicembre del 1979 ad un concerto di beneficenza svoltosi a Londra per i profughi cambogiani.
Già in tour dal novembre 1979, nel gennaio del 1980, mentre stava per iniziare una serie di concerti in Giappone, Paul McCartney fu arrestato all'aeroporto di Tokyo per possesso di marijuana.
Quattro mesi dopo, decise di ripresentarsi al pubblico in versione "solo" concludendo il ciclo ideale iniziato dieci anni prima con McCartney. Nell'album McCartney II (1980), l'artista suonò infatti di nuovo tutti gli strumenti, questa volta dando enfasi ai sintetizzatori invece che alle chitarre. I singoli Coming Up e Waterfalls furono hit in Gran Bretagna e negli Stati Uniti.
Dopo la morte di Lennon, McCartney per un certo periodo non volle tenere concerti. Spiegò che la causa era la sua paura di essere "il prossimo" a essere assassinato. Questo portò a un disaccordo con Denny Laine, che desiderava continuare le esibizioni, e che nell'aprile 1981 lasciò i Wings, che subito dopo McCartney sciolse.

## Formazione

### Storica
- Paul McCartney – voce, chitarra, tastiera (1971–1981)
- Linda McCartney – tastiera, voce (1971–1981; morta nel 1998)
- Henry McCullough –  chitarra (1971–1974; morto nel 2016)
- Denny Laine – basso (1971–1981; morto nel 2023)
- Denny Seiwell – batteria (1971–1974)

### Altri ex membri
- Jimmy McCulloch – chitarra (1974–1977; morto nel 1979)
- Geoff Britton – batteria  (1974–1975)
- Joe English – batteria  (1975–1977)
- Laurence Juber – chitarra (1977–1981)
- Steve Holley – batteria (1978–1981)

## Discografia

### Album in studio
- 1971 - Wild Life
- 1973 - Red Rose Speedway (Paul McCartney & Wings)
- 1973 - Band on the Run (Paul McCartney & Wings)
- 1975 - Venus and Mars
- 1976 - Wings at the Speed of Sound
- 1978 - London Town
- 1979 - Back to the Egg

### Collaborazioni
- 1974 - McGear (accreditato a Mike McGear)
- 1977 - Holly Days (accreditato a Denny Laine)

### Album dal vivo
- 1976 - Wings over America
- 2018 - Wings over Europe

### Raccolte
- 1978 - Wings Greatest
- 2001 - Wingspan: Hits and History